# Phonsavan
Phonsavan (in lao ໂພນສະຫວັນ) è una città del Laos, situata nella provincia di Xiangkhoang, della quale è il capoluogo.